# スタディオ・デッレ・アルピ
スタディオ・デッレ・アルピ (Stadio Delle Alpi) は、イタリアのトリノ郊外にあったスタジアム。セリエAに所属するユヴェントスFCとトリノFCのホームスタジアムでもあった。"Stadio Delle Alpi"を直訳すると、「アルプスのスタジアム」。
収容人数は67,229人。1990年イタリアワールドカップの際に新設された。

## 概要
建設条件の中に総合運動場とする必要があったため陸上トラックが併設されていたが、公式大会で使用されたことは一度も無い（陸上トラックを建設すると国から補助金が出るので建設したという説もある）。
世界的な強豪クラブ・ユヴェントスのホームでありながらほとんど満員になることはなかった。それどころか、平日開催やコッパ・イタリアの試合の場合、ガラガラになる事がしばしばあった。その理由として
- 郊外にあり交通の便が悪い
- 周辺の治安が悪い
- 陸上トラックがあるためスタンドから見にくい、
- スタジアムが大き過ぎる

などが挙げられる。
この他にも、デッレ・アルピをホームとしている2つのクラブからは、ピッチの水はけが悪い、濃霧になることが多い、屋根のせいで陽当たりが悪く芝が生育しないのでピッチコンディションは常に最悪、など様々な欠点が指摘されていた。
そのため、ユヴェントスは新スタジアム（ユヴェントス・スタジアム）建設のために、スタジアムの所有者であるトリノ市と長い折衝を続けてきたが、ようやく2000年に協議が終了。その結果、スタディオ・デッレ･アルピは99年間ユーベの所有（登記上）になった。維持費や改装費はユーベ側が全額負担する代わりに、どのような利用も可能で、そこでの利益も保証される。なおこれにはスタジアムの周辺の約3万平方メートル以上の広大な土地も含まれている。
これにより、ユヴェントスはスタディオ・デッレ・アルピを取り壊し、新たにサッカー専用スタジアムを建設を始める。収容人数は約7万1千人から約4万1千人に減少するが、最大の障害だった見づらさは飛躍的に改善される。また、改装後の集客状況に応じてスタジアムを増築することも可能である。
2004年1月にはプロジェクトの詳細が発表され、翌々年6月に工事開始。約2年で竣工予定のはずであったが、2006年夏に発覚したカルチョ・スキャンダルの影響でユヴェントスの資金繰りが困難になったため、計画が頓挫。望みの綱であったイタリアのUEFA EURO 2012の招致による政府の資金援助も、招致失敗により見込めなくなってしまった。ユヴェントスは2008-09シーズンのUEFAチャンピオンズリーグへの出場が決定していたため、スタジアム工事再開に向けて動いていたが、2008年3月18日に約1億ユーロを投じて既存の建物を取り壊して新スタジアムを建設することを発表した。2011-12シーズンに利用開始した。
なお、ユヴェントスは新スタジアム竣工までの間は前ホームスタジアムであったスタディオ・オリンピコ・ディ・トリノを使用した。

## 開催された主な大会・試合
- 1990 FIFAワールドカップ

| 日付          | ホームチーム | 結果         | アウェーチーム | ラウンド  |
| ------------- | ------------ | ------------ | -------------- | --------- |
| 1990年6月10日 | ブラジル     | 2-1          | スウェーデン   | グループC |
| 1990年6月16日 | ブラジル     | 1-0          | コスタリカ     | グループC |
| 1990年6月20日 | ブラジル     | 1-0          | スコットランド | グループC |
| 1990年6月24日 | ブラジル     | 0-1          | アルゼンチン   | 1回戦     |
| 1990年7月4日  | 西ドイツ     | 1-1 (4-3 p.) | イングランド   | 準決勝    |

## 入場者数

### 平均入場者数
- 左はユヴェントスFC、右はトリノFC

- 2005-2006: 30,469 (セリエA) / 24,995 (セリエB)
- 2004-2005: 26,429 (セリエA) / 10,003 (セリエB)
- 2003-2004: 34,365 (セリエA) / 9,831 (セリエB)
- 2002-2003: 39,771 (セリエA) / 14,870 (セリエA)
- 2001-2002: 40,687 (セリエA) / 19,002 (セリエA)
- 2000-2001: 41,273 (セリエA) / 17,077 (セリエB)
- 1999-2000: 42,229 (セリエA) / 21,857 (セリエA)
- 1998-1999: 47,164 (セリエA) / 19,627 (セリエB)
- 1997-1998: 47,347 (セリエA) / 19,505 (セリエB)
- 1996-1997: 39,271 (セリエA) / 13,451 (セリエB)
- 1995-1996: 41,946 (セリエA) / 20,284 (セリエA)
- 1994-1995: 47,866 (セリエA) / 22,205 (セリエA)
- 1993-1994: 44,520 (セリエA) / 26,130 (セリエA)
- 1992-1993: 45,868 (セリエA) / 26,814 (セリエA)
- 1991-1992: 51,832 (セリエA) / 35,364 (セリエA)
- 1990-1991: 43,114 (セリエA) / 33,990 (セリエA)